# Federico Errázuriz Echaurren
Federico Errázuriz Echaurren   (Santiago de Xile, 16 de novembre de 1850 - Valparaíso, 12 de juliol de 1901) fou un polític xilè, president de Xile entre el 18 de setembre de 1896 i el 12 de juliol de 1901.

## Biografia
Fill del president Federico Errázuriz Zañartu, va iniciar la seva vida pública en 1876, en ser elegit diputat pel Departamento de Constitución pel període legislatiu 1876-1879. Fou opositor al govern de Domingo Santa María González i va col·laborar amb el president José Manuel Balmaceda, arribant a ser el seu ministre de Guerra i Marina (1890). Poc després, i arran de les creixents tensions entre el President i el Parlament, va prendre partit pels congressistes. Acabada la Guerra Civil de 1891, va col·laborar des de diverses carteres ministerials amb el govern de Jorge Montt Álvarez.